# Додомеки
Додомеки, также тодомеки (яп. 百々目鬼, «стоглазая женщина») — ёкай в японском фольклоре. Они выглядят как человеческие женщины, проклятые тем, что их длинные руки покрыты сотнями птичьих глаз из-за их склонности к краже денег.

## История и этимология
Додомеки впервые описаны Ториямой Сэкиэном в XVIII веке. Длинные руки у додомеки — каламбур, связанный с тем, что «человеком с длинными руками» в Японии называют вора. Птичьи глаза, которые растут на руке додомеки, являются отсылкой к японской медной монете с отверстием в середине, которая обычно называется чомоку (с яп. — «птичий глаз»).

## Легенды

### Конфликт с Фудзиварой-но Хидэсато
В период Хэйан, кугэ Фудзивара-но Хидэсато получил титул кокуси после победы над мятежником Тайра-но Масакадо в префектуре Тотиги. Однажды, во время охоты на новообретённой территории, он встретил пожилого человека, который рассказал ему о ёкае на конном кладбище в Уцуномия, терроризирующем людей вокруг. Фудзивара взял свой лук и стрелы и отправился на разведку.
Приехав на коне на кладбище, Фудзивара начал ждать заката, чтобы появился ёкай. Как только появился ёкай, выяснилось, что это был додомеки высотой более трёх метров, руки которой были покрыты сотнями сияющих глаз. Демон начал пожирать туши мёртвых коней. Хидсато натянул лук и выстрелил стрелой в самый яркий светящийся глаз, заставив додомеки убежать и рухнуть около горы Мёдзин.
Рухнув, демон начал испускать огонь из своего тела и ядовитый дым из своего рта. Хидэсато не смог долго оставаться на том месте, и, проиграв, вернулся домой. На следующий день он обнаружил почерневшую землю и обгоревший лес.

### Встреча со священником Титоку
Почти 400 лет спустя, в период Муромати, священник по имени Титоку был призван расследовать серию необъяснимых пожаров, которые вспыхнули в храме в деревне недалеко от горы Мёдзин. Он начал замечать женщину, накрытую халатом, рядом с храмом всякий раз, когда он читал свои проповеди, и обнаружил, что она та самая додомеки, с которой Хидэсато сражался 400 лет назад. Она вернулась, чтобы впитать оставшиеся токсичные испарения и кровь, которые она потеряла во время последней битвы с Хидэсато. Храм был построен на месте поля боя, поэтому додомеки вызвала серию пожаров, чтобы отпугнуть всех священников. Однако, постоянно слушая проповеди Титоку всякий раз, когда она проходила мимо храма, додомеки просветилась и поклялась больше не совершать злодеяний до конца своей жизни.

## В культуре
- Додомеки появляется во франшизе Shin Megami Tensei[англ.].
- В серии лайт-новелл Re:Monster, один из монстров превратился в додомеки.